# Desire (canção de Luna Sea)
"Desire" é o sexto single da banda de rock japonesa Luna Sea, lançado em 13 de novembro de 1995 pela MCA Victor e incluído no álbum Style. 
Foi o segundo single do Luna Sea a alcançar a primeira posição na Oricon Singles Chart, mantendo-se por 14 semanas, e é seu segundo single mais vendido, atrás apenas de "Storm".
A faixa título foi escrita por Sugizo, que afirmou: "Meu objetivo era assumir uma posição firme de que o Luna Sea é uma banda agressiva." O lado B, "Luv U", foi composto por Inoran.

## Faixas
Todas as letras escritas por Ryuichi. 
| N.º            | Título         | Música         | Duração |  |
| 1.             | "Desire"       | Sugizo         | 4:23    |  |
| 2.             | "Luv U"        | Inoran         | 5:25    |  |
| Duração total: | Duração total: | Duração total: | 10:39   |  |

## Ficha técnica
Luna Sea
- Ryuichi - vocais
- Sugizo - guitarra
- Inoran - guitarra
- J - baixo
- Shinya Yamada - bateria

## Desempenho nas paradas
| Parada (1995)        | Posição de pico |
| -------------------- | --------------- |
| Oricon Singles Chart | #1              |